# 井上雄貴
井上雄貴（1995年1月23日—）是日本的男性聲優。出身於神奈川縣。血型AB型。Mausu Promotion所屬。

## 人物
2013年在就讀東京廣播學院廣播聲優科時，參加「ZEN THE HOLLYWOOD」的甄選並合格。於2015年6月27日舉辦的活動中宣布從「ZEN THE HOLLYWOOD」畢業。
2016年於次世代男性聲優甄選活動「 Music Grand Prix 2016」合格。並成為的一員。
Mausu Promotion附屬演員養成所30期生。
2017年4月加入Mausu Promotion。

## 演出作品
※粗體字為主要角色。

### 電視動畫
2014年
- 少年好萊塢 -HOLLY STAGE FOR 49-（須山勝也、原宿的行人、工作人員、觀眾、男高中生、電視節目旁白、大道具）

2015年
- 少年好萊塢 -HOLLY STAGE FOR 50-（伊諾[8]）

2016年
- 夢幻之星Online2 The Animation（男學生、亞克斯、客、學生）
- 偶像學園STARS！（工作人員、歌迷）
- 熱情傳奇 The X（民眾）
- 月歌。 THE ANIMATION（導演）
- 一人之下 the outcast（掌門）
- TRICKSTER －來自江戶川亂步「少年偵探團」－（佐藤拓海）

2017年
- 秋葉原之旅 -THE ANIMATION-（客人B、執事A）
- 王室教師海涅（學生）
- 覆面系NOISE（男學生2、男性1）
- 阿童木起源（A106[9]）
- 猜謎王（伊藤、小原巡）
- 天使的3P！（貫井響[10]）
- 帶著智慧型手機闖蕩異世界。（九重重太郎）
- 動畫同好會（田徑社成員、學生）
- 網路勝利組（洗衣機）

2018年
- 愛吃拉麵的小泉同學（男子A）
- 擁抱！光之美少女（男學生）
- 妖怪旅館營業中（佐助[11]）
- 閃電十一人 戰神的天秤（竹見幸助）
- 錢進球場（武井）
- JoJo的奇妙冒險 黃金之風（少年C、學生B、路人A、少年B）
- 只要別西卜大小姐喜歡就好（歐迪斯）

2019年
- 愛玩怪獸（渡邊大輔）
- 騷亂時節的少女們（店員、男學生）
- 為了女兒，我說不定連魔王都能幹掉。（約瑟夫[12]）
- 戰×戀（松村、AD、學生A、廣播）
- 我們真的學不來！第2期（觀眾學生B）

2020年
- 籃球少年王（田邊）
- 成群結伴！西頓學園（學生會執行委員）
- number24（李洪濱[13]）
- 異種族風俗娘評鑑指南（賽坦）
- 排球少年！！TO THE TOP（姬川葵）
- 弩級戰隊HXEROS（鳥越）
- 大欺詐師（凱歐·比斯康提）
- 王之逆襲：意志的繼承者（帕菲）
- 無能力者娜娜（齋藤奏太）
- 眾神眷顧的男人（淺蔥）

2021年
- 2.43 清陰高中男子排球社（紋代中社員）
- 王之逆襲 意志的繼承者（帕菲）
- 工作細胞BLACK（紅血球）
- 東京復仇者（中學一年級）
- EDENS ZERO 伊甸星原（冒險者、NPC）
- Fairy蘭丸（運營、男公關）
- 不要欺負我，長瀞同學（細川）
- 精靈幻想記（亞爾馮士·羅登）
- 魔卡派對（路德維希）
- 我們的重製人生
- 86—不存在的戰區—（偶像男）
- 陰陽眼見子（鬼怪）
- BUILD DIVIDE -#000000-（學生）

2022年
- 戀上換裝娃娃（學生）
- Futsal Boys!!!!!（峰岸）
- 薔薇王的葬列（約克士兵C）
- BORUTO-火影新世代-NARUTO NEXT GENERATIONS-（稻光神出）
- 足球風雲 Goal to the Future（岸谷）

2023年
- 眾神眷顧的男人2（淺蔥）
- 開闊天空！光之美少女（學生、男子、店員、隊員、新聞屋、小象、男性、客人、城鎮的人、村裡的人）
- 在異世界獲得超強能力的我，在現實世界照樣無敵～等級提升改變人生命運～
- 轉生貴族的異世界冒險錄～不知自重的眾神使徒～（考生A）
- 熊熊勇闖異世界 PUNCH！（蘭道爾）
- 雖然等級只有1級但固有技能是最強的（男）
- 聖者無雙～上班族的異世界生存之道～（年輕人）
- 七魔劍支配天下（男學生B）
- 幻日夜羽 -鏡中暉光-
- 神劍闖江湖－明治劍客浪漫譚－（平）
- 大小姐和看門犬（瑠可）
- 香格里拉·開拓異境～糞作獵手挑戰神作～（索瑪）

2024年
- 月刊妄想科學（諾因[14]）

2025年
- 群花綻放、彷如修羅（孩子）
- 妖怪旅館營業中 貳（佐助[15]）

### 劇場版動畫
2015年
- 偶像學園 音樂大獎 大家一起獲獎吧SHOW！

2016年
- 劇場版 偶像學園STARS！（客人）

2017年
- 刀劍神域劇場版：序列爭戰（情侶男）

### 遊戲
2016年
- 理性崩壞…！禁斷的聊天型戀愛遊戲程式（武井朋也[16]）
- Sid Story（桑丘[17]）
- 12歲。 〜戀愛Diary〜
- VIIDOG CODE（雛守清人[18]）
- 奇想之戰（岡拿雷吉[19]）

2017年
- 足球小將翼～夢幻隊伍～（本間實[20]）
- 幻想少女（司馬懿、郭嘉、周倉[21]）
- 追放選舉（石動道宗[22]）
- VBX（早乙女克勞佛天真）
- Paranormal Kiss（赤星成海）
- 一血卍傑-ONLINE-（事代主）
- 騎士編年史（路易斯）
- 莉迪＆蘇瑞的鍊金工房～不可思議繪畫的鍊金術士～（瑪提亞斯·裴莉艾·亞達雷特）

2018年
- 食之契約（法棍麵包）

2019年
- 聖火降魔錄 風花雪月 (亞修‧多藍)
- 聖火降魔錄 英雄雲集 (亞修‧多藍)

2024年
- 刀劍亂舞（大慶直胤）
- 原神（卡利貝爾）

### 廣播劇CD
- 葬除屋XRAID 廣播劇CD【Judge the mistakes-過往的代價-】（修一）
- 廣播劇音軌CD《東京七姐妹2031～～》（路人男）※Comic Market 90「東京七姐妹套裝」内
- Rigel vol.1 -encounter-（市谷凜太朗[23]）

## 外部連結
- 井上雄貴的X（前Twitter）（日語）